# Folke Leander
Folke Leander, född 1910, död 1981, var en svensk filosof. Han disputerade 1937 vid Göteborgs högskola med Ernst Cassirer som handledare. Han blev även docent i Göteborg, och när han 1946 sökte en professur vid Uppsala universitet förklarades han vara kompetent för tjänsten, som dock tillsattes med Konrad Marc-Wogau. Leander räknade därefter inte med att kunna få någon svensk filosofiprofessur, då han inte omfattade den positivism och värdenihilism som vid tiden var förhärskande inom ämnet. Han tog därför en tjänst som lektor i filosofi och modersmål vid Norrköpings högre allmänna läroverk, där han stannade till sin pensionering.
Leander verkade i den amerikanska nyhumanismens efterföljd, och systematiserade och vidareutvecklade dessa tankar. Han hade ett särskilt intresse för sambandet mellan epistemologi och estetik. En av Leanders elever var Claes G. Ryn. Folke Leander var son till orientalisten Pontus Leander och är morfar till statsvetaren Anna Leander.